# Свети Никола (Черешница)
Вижте пояснителната страница за други значения на Свети Никола.
„Свети Никола“ е българска възрожденска църква в светиврачкото село Черешница, България, част от Неврокопската епархия на Българската православна църква. Обявена е за паметник на културата.

## Архитектура
Църквата е изградена в 30-те години на XIX век. В архитектурано отношение е трикорабна, ниска, сравнително широка псевдобазилика с неизявена отвън апсида, без купол, с четирискатен покрив и открит трем на юг. Размерите на храма са 16,5 m на 11,5 m, а дебелината на стените – 0,75 m. Граден е от ломени камъни.
Трите кораба във вътрешостта са разделени от две редици с по 5 дървени колони. Таваните са касетирани и полихромни. Владишкият трон е изписан. Художествена стойност имат и проскинитарият, амвонът, столовете и свещниците. По тавана, в слепия купол и в олтара има стенописи от 1885 година с топъл колорит и умел рисунък. Повечето от 66-те иконостасни икони са от 1818 година, дело на майстор, оставил дата върху иконата на Св. св. Константин и Елена. Иконите са красиво изписъни с правилен рисунък. Целувателните икони са 11, а свободностоящите 14. Някои от иконостасните и от свободностоящите са дело на зограф от края на XVIII – началото на XIX век.